# Tristan Thomas
Tristan Thomas, född den 23 maj 1986, är en australisk friidrottare som tävlar i häcklöpning.
Thomas deltog på 400 meter häck vid Samväldesspelen 2006 där han slutade femma i sin semifinal och tog sig inte vidare till finalen. Vid Sommaruniversiaden 2009 i Belgrad vann han guld på 400 meter häck. Han deltog vid VM 2009 i Berlin där han blev utslagen i semifinalen. Vid samma mästerskap blev han tillsammans med John Steffensen, Ben Offereins och Sean Wroe bronsmedaljör på 4 x 400 meter.

## Personliga rekord
- 400 meter häck - 48,68 från 2009